# Schiedeella schlechteriana
Schiedeella schlechteriana là một loài thực vật có hoa trong họ Lan. Loài này được Szlach. & Sheviak miêu tả khoa học đầu tiên năm 1990.